# Gendarmeri

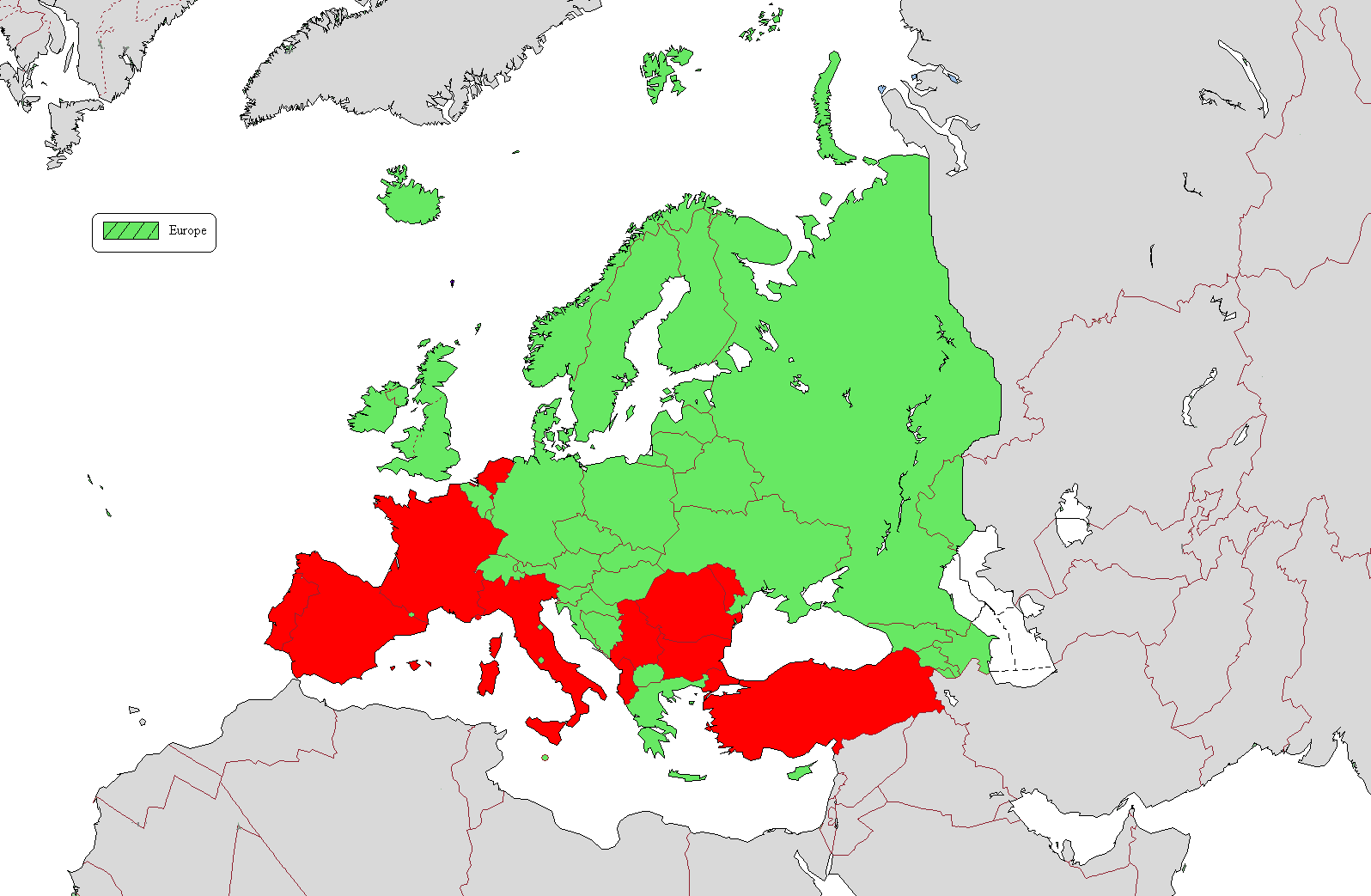
Europeiska stater med gendarmeri visas i rött.

Gendarmeri är en militärt organiserad poliskår, i vissa fall direkt knuten till ett lands försvarsmakt, som vanligtvis förekommer på landsbygden (som lantpolis), men kan även användas som nationella säkerhetsstyrkor, bland annat för att sättas in vid kravaller.

## Etymologi
Ordet kommer från franskans gens d'armes - beväpnade män.

## Historia
Under medeltiden var gendarmer namnet på de adelsmän som tjänade i den franske kungens livvakt och från 1445 i Karl VII:s tungt rustade ordonnanskompanier. Napoleons beridna elitgendarmer tillhörde det tunga gardeskavalleriet. I Preussen fanns fram till 1806 ett kyrassiärregemente gendarmer. Från början av 1800-talet har gendarmerier funnits i ett flertal länder för upprätthållande av inre ordning, särskilt på landsbygden. Gendarmerierna var i allmänhet militärt organiserade men löd i sin tjänst under civila myndigheter. De tyska och österrikiska gendarmerierna rekryterades bland före detta underofficerare vid armén. I krig fanns fältgendarmerier som upprätthöll ordningen i de opererande truppernas rygg.
Sverige har inte haft något gendarmeri men byggde upp persiska gendarmeriet efter svenskt kavallerimönster 1912-15.
Det danska Grænsegendarmeriet upprättades 1838 och införlivades med armén 1864. Ett nytt gränsgendarmeri bildades redan 1866 och fungerade till 1952, då det ombildades till en civil tullgränskår, vilken lades ner 1958 då dess uppgifter övertogs av den danska polisen. Mellan åren 1885 och 1897 fanns det också ett inrikes gendarmeri i Danmark, det så kallade blå gendarmeriet (efter dess ljusblå uniformer) vilket fungerade som skattepolis och statspolis. I den danska delen av Slesvig (Nordslesvig) fanns även ett särskilt gendarmeri, Slesvigske gendarmeri.

## Organisering
Mönstret, att skilja polisen från militären finns i många länder. Men ett gendarmeri kan underställas ett ministerium som försvarsministeriet, som i Italien, eller inrikesministeriet, som i Argentina och Rumänien, eller båda samtidigt, som i Indien, Chile, Frankrike och Portugal. Gendarmeriet kan även integreras i militärpolisen. Gränsfall finns, som Mexikos Policia Federal, Brasiliens Polícia Militar som har både militär och civil karaktär. Ryska inrikestrupper betraktas som gendarmeri, i likhet med OMON, jämför även Ochrana. 
I Chile kallas ibland fångvaktarna av historiska skäl gendarmeri, medan gendarmeriet kallas för carabineros.
En vanlig symbol för gendarmeri är en brinnande granat.

### Europeiska gendarmeriet
Det Europeiska gendarmeriet, Force de gendarmerie européenne, (FGE) är en EU-styrka som skall slå ner upplopp, förstärka lokala poliskårer vid behov och agera allmänpreventivt. Styrkan, som grundades 2004, har sina högkvarter i Vicenza i norra Italien. De har i dagsläget 800–900 anställda, men växer och kan även räkna med 2 300 reservister från Frankrike, Italien, Spanien, Portugal och Nederländerna. De sysslar periodvis med fredsuppehållande uppgifter på Balkan.

## Exempel på gendarmeriorganisationer
- Żandarmeria Wojskowa (Polen)
- Gendarmerie nationale (Frankrike)
- Carabinieri (Italien)

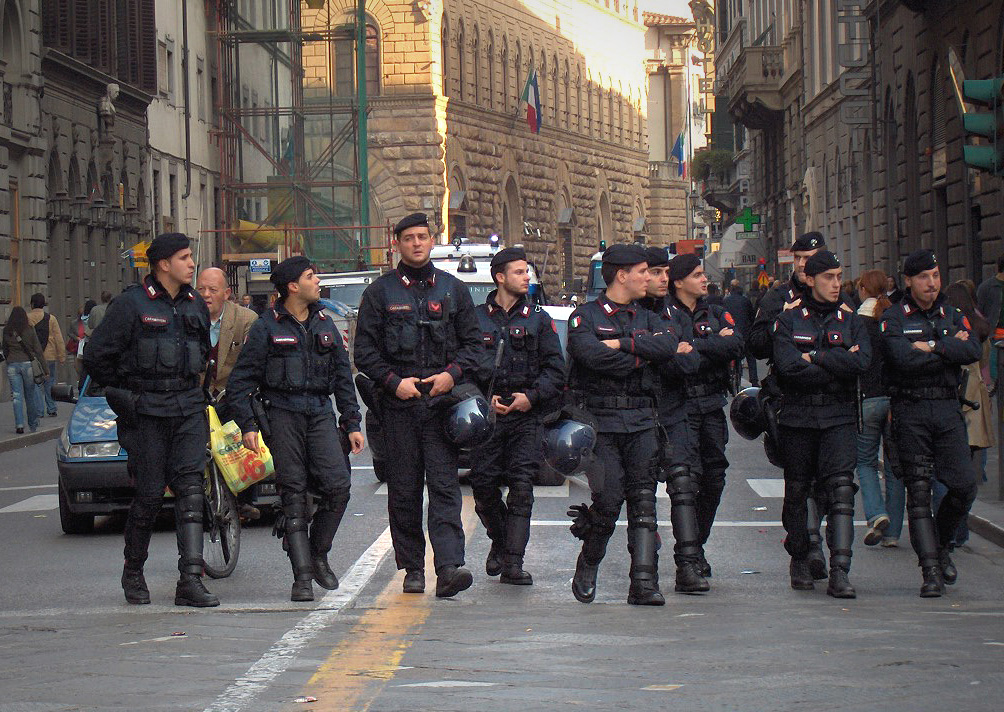
Italienska Carabinieri, i Florens.

- Koninklijke Marechaussee (Nederländerna)
- Guardia Civil (Spanien)
- Guarda Nacional Republicana (Portugal)
- Tysklands federala gränspolis
- Jandarma (Turkiet)
- Jandarmeria (Rumänien)
- Vatikanstatens gendarmeri (Vatikanstaten)
- Her Majesty's Bodyguard of the Honourable Corps of Gentlemen at Arms (England), en huvudsakligen ceremoniell styrka.